# Недзведзкий, Конрад
Конрад Лукаш Недзведзкий (пол. Konrad Łukasz Niedźwiedzki, род. 2 января 1985, Варшава) — польский конькобежец, участник Олимпийских игр 2006 и 2010 годов.
Участник чемпионатов Европы с 2005 года, чемпионатов мира в классическом многоборье с 2006 года. На чемпионатах Европы и мира в классическом многоборье многократно становился призёром на коротких дистанциях (500 и 1500 метров).